# Vultur nubian
Vulturul nubian (Torgos tracheliotos) este o specie de pasăre accipitriformă mare din familia Accipitridae, originară din Africa, a cărei înfățișare este inconfundabilă atât prin dimensiunile sale mari, cât mai ales prin gâtul fără pene și nuanțele rozalii. Este singurul membru al genului Torgos. Din cauza declinului continuu al populației, IUCN clasifică specia ca fiind critic periclitată la nivel mondial.